# Pians
Pians är en ort och kommun i distriktet Landeck i förbundslandet Tyrolen i Österrike.
Kommunen består av två orter (Ortschaften) (inom parentes invånarantal 1 januari 2024):
- Pians (592)
- Quadratsch (210)